# Il mitico detective Loki
Il mitico detective Loki (魔探偵ロキ?, Matantei Roki) è un manga di Sakura Kinoshita. La serie è stata originariamente pubblicata sulla rivista Monthly Shōnen Gangan della casa editrice Enix da gennaio 1999 a novembre 2001 e poi raccolta in sette volumi tankōbon. L'opera si è poi trasferita sulle pagine di Comic Blade di Mag Garden, con il nuovo titolo Matantei Loki Ragnarok (魔探偵ロキ RAGNAROK?), dove è stata pubblicata da marzo 2002 ad agosto 2004, per un totale di cinque volumi. Un ulteriore seguito, Matantei Loki Ragnarok: Shin sekai no kamigami (魔探偵ロキRAGNAROK～新世界の神々～?), è stato pubblicato sulla rivista digitale Beat's dal 2011 al 2015 e raccolto il sei volumi.
Un anime televisivo intitolato The Mythical Detective Loki Ragnarok e basato sul fumetto è andato in onda per 26 episodi dal 5 aprile 2003 al 27 settembre 2003 in Giappone.

## Trama
Loki, il dio norreno della malizia, è stato esiliato nel mondo umano dal dio Odino per ragioni che non capisce. Oltre ad essere esiliato, Loki è costretto a prendere la forma di un bambino umano, e l'unico modo per tornare nel regno degli dei è raccogliere le aure malvagie che si impossessano dei cuori umani. Per fare ciò, fonda un'agenzia investigativa specializzata nel paranormale. Loki è assistito dal suo fedele compagno Yamino e la coppia viene presto raggiunta da una ragazza umana di nome Mayura Daidouji che è maniaca dei misteri e spesso lo aiuta involontariamente a catturare l'aura. Con il passare del tempo, tuttavia, compaiono altre divinità e personaggi norreni; alcuni fanno amicizia con Loki e altri sono intenzionati ad assassinarlo. 

## Personaggi

Loki e Mayura nell'anime

Loki (ロキ?, Roki)
Doppiato da: Yuriko Fuchizaki e Takahiro Sakurai (forma adulta) (ed. giapponese), Benedetta Ponticelli e Paolo De Santis (forma adulta) (ed. italiana)
Dio della malizia (e in alcune versioni del caos) nella mitologia norrena. Intrappolato nel corpo di un bambino, cerca un modo per tornare al regno degli dei e al suo corpo originale. È il padre di Fenrir, Yamino e Hel.
Mayura Daidouji (大堂寺繭良?, Daidōji Mayura)
Doppiata da: Yui Horie (ed. giapponese), Debora Magnaghi (ed. italiana)
La co-protagonista della serie: una studentessa di 16 anni ossessionata dai misteri e dall'occulto. Nonostante il suo amore per i misteri, non riesce mai a scoprire chi sia Loki, in parte perché non ha assolutamente il sesto senso. Ci sono differenze significative nella sua personalità nel manga e nell'anime: nel manga Mayura è più calma e sembra avere un senso più acuto.
Yamino Ryusuke (闇野竜介?, Yamino Ryūsuke)
Doppiato da: Shin'ichirō Miki (ed. giapponese), Roger Mantovani (ed. italiana)
Il secondogenito di Loki, che prende la forma di un ragazzo educato e occhialuto nella sua tarda adolescenza e funge da governante, cuoco e assistente. Il suo vero nome è Jormungand, noto anche come serpente di Midgard, poiché la sua vera forma è quella di un serpente gigante che circonda la Terra. Loki salvò Yamino dal fondo del mare lanciando un incantesimo su di lui (dandogli così una forma umana) in modo che potesse accompagnare suo padre sulla Terra; Per questo gli è eternamente grato.
Fenrir (フェンリル?, Fenriru)
Doppiato da: Hirofumi Nojima (ed. giapponese)
Il primo figlio di Loki, che prende la forma di un piccolo cane nero. La sua vera identità è quella del Fenrisulfr, un lupo gigante legato dagli dei. Gli piace il cibo e schernire Yamino. È molto protettivo nei confronti di Loki. Mentre gli dei possono capire le sue parole, quando un umano lo sente parlare tutto ciò che sente è un normale cane.
Hel (ヘル?, Heru)
Doppiata da: Omi Minami (ed. giapponese)
L'unica figlia di Loki, Hel è la dea degli inferi. Ritratta come un'adolescente con una forte ossessione per suo padre. Nell'anime, all'inizio si vede che sta cercando di uccidere Loki poiché Odino le ha detto che Loki e i suoi fratelli non si preoccupano più di lei e la odiano, facendole così desiderare di far provare a Loki lo stesso tipo di dolore che ha provato lei. Nel manga, desidera uccidere suo padre in modo che sia sempre con lei negli inferi.
Narugami (鳴神?)
Doppiato da: Shōtarō Morikubo (ed. giapponese), Luca Sandri (ed. italiana)
In realtà il dio norreno del tuono, Thor, sotto forma di adolescente. Fu inviato sulla Terra dal regno degli dei per uccidere Loki; nel manga all'inizio non se lo ricorda, mentre nell'anime sceglie di non uccidere Loki perché non ne vede il motivo. Ha dimenticato come tornare nel regno degli dei, quindi è costretto a fare una vasta gamma di lavori part-time per mantenersi. Porta sempre con sé una spada di legno, che in realtà è il martello di Thor Mjollnir sotto mentite spoglie. Loki si rivolge a lui chiamandolo Narukami, a sua volta un doppio gioco di parole tra dio (神 kami) e fulmine (雷 kaminari), come chiarito da Kinoshita nella seconda serie.
Reiya Ohshima (大島玲也?, Ōshima Reiya)
Doppiata da: Rika Komatsu (ed. giapponese), Serena Clerici (ed. italiana)
Reiya è una giovane ragazza che vive con la zia, lo zio e due cugini più grandi. Nell'anime, è l'unica sopravvissuta di una ricca famiglia uccisa in un incidente d'auto e assume Loki per risolvere un mistero sulla sua villa. Nel manga, assume Loki perché ha fatto sogni inquietanti sulla sua defunta sorella Lisa. La vera identità di Reiya è la dea norrena trasmigrata Freyja: a differenza di Loki, tuttavia, la memoria di Reiya è stata cancellata da Odino. Reiya diventa Freyja quando la collana Brisingamen le viene messa al collo, ma ritorna a Reiya quando la collana viene rimossa, senza alcun ricordo di ciò che accade mentre la indossa. Freyja, proprio come il suo alter ego, è innamorata di Loki, anche se è molto più aggressiva di Reiya. Reiya è anche in grado di diventare Freyja quando è estremamente gelosa o minacciata.
Freyja (フレイヤ?, Fureiya)
Doppiata da: Junko Asami (ed. giapponese)
Freyja è la dea dell'amore e della bellezza. Ama Loki, ma Loki non ricambia i sentimenti. Quando Loki fu bandito dal mondo degli dei, Freyja pregò Odino di lasciarlo tornare, facendo così infuriare Odino. Odino la trasformò in una bambina, Reiya, cancellò tutti i suoi ricordi e la mandò nel mondo dei mortali. Inizialmente odiava Loki per averla ignorata e non ricambiare i suoi sentimenti per lui, e che si sentiva sola a causa di questo. Tuttavia, ha imparato ad accettarlo e si rifiuta ancora di rinunciare a lui.
Kazumi Higashiyama (東山和実?, Higashiyama Kazumi)
Doppiato da: Romi Park (ed. giapponese), Davide Garbolino (ed. italiana)
Heimdall è il dio della luce e il Guardiano del ponte che porta ad Asgard (il ponte Bifrost). Inviato da Odino per assassinare Loki, Heimdall assume le sembianze di un giovane ragazzo come travestimento. Ha subito il furto dell'occhio destro, ed è pertanto costretto a coprire il lato destro del viso coi capelli. Le sue unghie sono in realtà artigli lunghi e affilati, quindi indossa guanti ingombranti per nasconderli. Poiché è il dio della strategia, escogita piani intelligenti, come il controllo su altri esseri o persino miraggi per schernire l'avversario. Crede che Loki sia il ladro che gli ha rubato l'occhio, quindi oltre a eseguire l'ordine di assassinio, intende recuperare il suo occhio o vendicare la sua perdita con ogni mezzo necessario.
Freyr (フレイ?, Furei)
Doppiato da: Takehito Koyasu (ed. giapponese), Lorenzo Scattorin (ed. italiana)
Freyr è il fratello maggiore di Freyja e il dio della fertilità. È stato portato sulla Terra per aiutare Heimdall nella distruzione di Loki, ma abbandona rapidamente la missione per cercare Freyja una volta che si rende conto che anche lei è lì. In seguito decide di attirare l'attenzione del detective Loki diventando un famigerato ladro di gioielli. Impulsivo e donchisciottesco, Freyr sembra pensare a tutto in termini di cliché romantici, stereotipi drammatici e assurdi non sequitur. Il suo obiettivo principale è quello di trovare Freyja, o almeno assicurarsi che Loki non la stia corrompendo. Tuttavia, nel corso dei suoi piani, Freyr si imbatte in Mayura e se ne innamora a prima vista.
Le sorelle Norn (ノルン?, Norun)
Doppiate da: Mamiko Noto (Verdandi), Mariko Suzuki (Urd) e Mai Nakahara (Skuld) (ed. giapponese)
Verdandi, Urd e Skuld sono le dee del destino. Nel manga sono un po' ambigue nella loro lealtà: anche se aiutano Loki spesso, ad esempio dandogli l'anello magico Draupnir (che può essere usato per immagazzinare gli spiriti maligni), hanno piani propri, separati da quelli di Odino e degli altri dei. Nell'anime, sono state mandate sulla Terra da Odino per uccidere Loki.

## Media

### Manga
Il mitico detective Loki, scritto e disegnato da Sakura Kinoshita, è stato serializzato dal 12 gennaio 1999 al 12 novembre 2001 sulla rivista Monthly Shōnen Gangan della casa editrice Enix e poi raccolto in sette volumi tankōbon. L'opera si è poi trasferita sulle pagine di Comic Blade di Mag Garden, con il nuovo titolo Matantei Loki Ragnarok, dove è stata pubblicata dal 29 marzo 2002 al 30 agosto 2004, per un totale di cinque volumi. Mag Garden ha ripubblicato anche i volumi della prima serie sotto l'etichetta Blade Comics. Un ulteriore seguito, Matantei Loki Ragnarok: Shin sekai no kamigami (魔探偵ロキRAGNAROK～新世界の神々～?), è stato pubblicato sulla rivista digitale Beat's dal 25 agosto 2011 al 25 marzo 2015 e raccolto il sei volumi.
Un'edizione italiana della prima serie è stata pubblicata dalla casa editrice Edizioni BD sotto l'etichetta GP Manga dal 13 marzo 2011 al 31 luglio 2014.
Il mitico detective Loki
| Nº | Data di prima pubblicazione | Data di prima pubblicazione | Data di prima pubblicazione | Data di prima pubblicazione |
| Nº | Giapponese                  | Giapponese                  | Italiano                    | Italiano                    |
| -- | --------------------------- | --------------------------- | --------------------------- | --------------------------- |
| 1  | 22 settembre 1999           | ISBN 4-7575-0070-X          | 13 marzo 2011               | ISBN 978-88-6468-390-4      |
| 2  | aprile 2000                 | ISBN 4-7575-0208-7          | 14 maggio 2011              | ISBN 978-88-6468-391-1      |
| 3  | luglio 2000                 | ISBN 4-7575-0258-3          | 9 luglio 2011               | ISBN 978-88-6468-392-8      |
| 4  | dicembre 2000               | ISBN 4-7575-0345-8          | 17 settembre 2011           | ISBN 978-88-6468-393-5      |
| 5  | 22 aprile 2001              | ISBN 4-7575-0421-7          | 30 novembre 2011            | ISBN 978-88-6468-394-2      |
| 6  | ottobre 2001                | ISBN 4-7575-0535-3          | 8 settembre 2012            | ISBN 978-88-6468-837-4      |
| 7  | gennaio 2002                | ISBN 4-7575-0594-9          | 31 luglio 2014              | ISBN 978-88-6634-948-8      |

Matantei Loki Ragnarok
| Nº | Data di prima pubblicazione | Data di prima pubblicazione | Data di prima pubblicazione |
| Nº | Giapponese                  | Giapponese                  |                             |
| -- | --------------------------- | --------------------------- | --------------------------- |
| 1  | 9 novembre 2002             | ISBN 4-901926-14-4          |                             |
| 2  | 10 marzo 2003               | ISBN 4-901926-39-X          |                             |
| 3  | 10 settembre 2003           | ISBN 4-901926-84-5          |                             |
| 4  | 10 marzo 2004               | ISBN 4-86127-031-6          |                             |
| 5  | 10 dicembre 2004            | ISBN 4-86127-099-5          |                             |

Matantei Loki Ragnarok: Shin sekai no kamigami
| Nº | Data di prima pubblicazione | Data di prima pubblicazione | Data di prima pubblicazione |
| Nº | Giapponese                  | Giapponese                  |                             |
| -- | --------------------------- | --------------------------- | --------------------------- |
| 1  | 14 maggio 2012              | ISBN 978-4-86127-999-7      |                             |
| 2  | 14 febbraio 2013            | ISBN 978-4-8000-0097-2      |                             |
| 3  | 12 ottobre 2013             | ISBN 978-4-8000-0219-8      |                             |
| 4  | 14 marzo 2014               | ISBN 978-4-8000-0273-0      |                             |
| 5  | 14 ottobre 2014             | ISBN 978-4-8000-0370-6      |                             |
| 6  | 14 maggio 2015              | ISBN 978-4-8000-0461-1      |                             |

### Anime
Dal manga Studio Deen ha tratto una serie televisiva anime, andata in onda per 26 episodi dal 5 aprile 2003 al 27 settembre 2003 in Giappone.
L'edizione italiana è stata distribuita in DVD col titolo The Mythical Detective Loki Ragnarok da Crazy Comics dal 12 novembre 2004 all'11 febbraio 2005, tuttavia la pubblicazione si è interrotta al secondo volume e solo 6 episodi sono stati resi disponibili.
| Nº | Titolo italiano Giapponese 「Kanji」 - Rōmaji - Traduzione letterale | In onda           | In onda               |
| Nº | Titolo italiano Giapponese 「Kanji」 - Rōmaji - Traduzione letterale | Giapponese        | Italiano (home video) |
| 1  | Entra in scena il mitico detective! 「魔探偵登場！」 - Matantei, tōjō! – "Entra in scena il detective dei demoni!"                                                                      | 5 aprile 2003     | 12 novembre 2004      |
| 2  | Il paladino della giustizia è un poveraccio!? 「せいきの味方超ビンボー!?」 - Seiki no mikata chō binbō!? – "Gli alleati della giustizia sono completamente al verde!?"                  | 12 aprile 2003    | 12 novembre 2004      |
| 3  | Il sicario disceso dal cielo! 「舞い降りた刺客!」 - Maiorita shikaku! – "L'assassino discendente!"                                                                                      | 19 aprile 2003    | 11 febbraio 2005      |
| 4  | Papà è un famoso detective!? 「パパ は名探偵！？」 - Papa wa meitantei!? – "Papà è un famoso detective!?"                                                                               | 26 aprile 2003    | 11 febbraio 2005      |
| 5  | La sfida del misterioso ladro Freyr! 「怪盗フレイの挑戦！」 - Kaitō Furei no chōsen! – "La sfida del ladro Freyr!"                                                                      | 3 maggio 2003     | 11 febbraio 2005      |
| 6  | La ragazza sotto tiro 「ねらわれた少女」 - Nerawareta shōjo – "Una ragazza sotto tiro"                                                                                                  | 10 maggio 2003    | 11 febbraio 2005      |
| 7  | Il risveglio della dea Freiya! 「女神フレイや、覚醒！」 - Megami Fureiya, kakusei! – "Dea Freyja, risvegliati!"                                                                         | 17 maggio 2003    | -                     |
| 8  | Avanti!! L'agenzia investigativa Yamino!? 「進め！！闇野探偵社！？」 - Susume!! Yamino tanteisha!? – "In marcia!! Agenzia investigativa Yamino!?"                                       | 24 maggio 2003    | -                     |
| 9  | Il metodo Mayura per il sicuro successo nei test!? 「繭良式テスト必勝法！？」 - Mayura shiki Tesuto hisshō-hō!? – "La via di Mayura verso una vittoria certa nella prova cerimoniale!?" | 31 maggio 2003    | -                     |
| 10 | Il palazzo del caffè serale 「夕暮珈琲館」 - Yūgure kōhī-kan – "Caffetteria serale" | 7 giugno 2003     | -                     |
| 11 | 「恋する転校生。」 - Koisuru tenkōsei. – "Studente trasferito innamorato." | 14 giugno 2003    | -                     |
| 12 | 「ドラキュラ城の罠」 - Dorakyura-jō no wana – "La trappola del castello di Dracula" | 21 giugno 2003    | -                     |
| 13 | 「夢幻の花」 - Mugen no hana – "Il fiore dell'illusione" | 28 giugno 2003    | -                     |
| 14 | 「光と闇と黒い犬」 - Hikari to yami to kuroi inu – "Cane chiaro, cane scuro e cane nero"                                                                                                | 5 luglio 2003     | -                     |
| 15 | 「美しき刺客たち」 - Utsukushiki shikaku-tachi – "Bellissimi assassini" | 12 luglio 2003    | -                     |
| 16 | 「魔性の鈴」 - Mashō no suzu – "Campana demoniaca" | 19 luglio 2003    | -                     |
| 17 | 「激突！！ キッチンサンクチュアリ」 - Gekitotsu! Kitchin Sankuchuari – "Scontro!! Kitchen Sanctuary"                                                                                    | 26 luglio 2003    | -                     |
| 18 | 「七色探偵現る！？」 - Nana iro tantei arawaru!? – "Arriva il detective dai sette colori!?"                                                                                             | 2 agosto 2003     | -                     |
| 19 | 「鳴神君純情物語」 - Narukami-kun junjō monogatari – "La storia pura di Narugami-kun"                                                                                                   | 9 agosto 2003     | -                     |
| 20 | 「赤い靴」 - Akai kutsu – "Scarpe rosse" | 16 agosto 2003    | -                     |
| 21 | 「暁のへイマダル」 - Akatsukino e Imadaru – "L'alba di Heimdall" | 23 agosto 2003    | -                     |
| 22 | 「女神たちの真実」 - Megami-tachi no shinjitsu – "La verità sulle dee" | 30 agosto 2003    | -                     |
| 23 | 「湖畔の夏少女」 - Kohan no natsu shōjo – "La ragazza estiva in riva al lago" | 6 settembre 2003  | -                     |
| 24 | 「孤独の陰影」 - Kodoku no kage – "L'ombra della solitudine" | 13 settembre 2003 | -                     |
| 25 | 「夢の終着駅」 - Yume no shūchakueki – "La fine del sogno" | 20 settembre 2003 | -                     |
| 26 | 「神々の旅立ち」 - Kamigami no tabidachi – "La partenza degli dei" | 27 settembre 2003 | -                     |

## Accoglienza
Francesca Guarracino di MangaForever, nella sua recensione del primo volume del manga, osserva che l'opera, sebbene presenti vari casi tipici dei gialli, non riesce a catturare le atmosfere proprie dei polizieschi. Questo è dovuto al fatto che le tensioni vengono costantemente smorzate e attenuate a favore di siparietti comici e situazioni nonsense. Il tratto dell'autrice Sakura Kinoshita è spesso e mai troppo preciso, riflettendo un impianto umoristico che si avvale di deformazioni tipiche del chibi e del gag manga. A livello di caratterizzazione, Loki, nonostante sia il protagonista, non emerge come dovrebbe, principalmente a causa dell'eccessivo spazio dedicato alla presentazione di Mayura e alla sua connotazione comica, che spezza il ritmo della narrazione e toglie il giusto mordente ai casi investigativi. La struttura episodica, basata su situazioni più o meno scontate, rischia di risultare ripetitiva e subisce il confronto con serie di maggior successo come Detective Conan.
In una recensione di Everyeye.it riguardante i primi sei episodi dell'anime, è stato osservato che, sebbene il protagonista Loki possa inizialmente essere paragonato a detective Conan, le indagini condotte da Loki si concentrano su eventi paranormali e magici, escludendo completamente violenza e uccisioni. La serie attinge dalla mitologia nordica per creare lo sfondo narrativo. Apparentemente rivolta a un pubblico giovane, la serie trae beneficio dal contrasto tra il personaggio impassibile di Loki e quello irrefrenabile di Mayura, generando situazioni divertenti. Tuttavia, non era immediatamente chiaro se la serie avrebbe preso una piega drammatica, come lasciavano intendere alcune trame. La rielaborazione della mitologia nordica è stata giudicata meno convincente. In generale, la serie è stata valutata come discreta, capace di intrattenere sia gli appassionati esperti che i più giovani.